# Maksameri
Maksameri ist ein See in der Landgemeinde Saaremaa auf der größten estnischen Insel Saaremaa. Er liegt etwa einen Kilometer von der westlich gelegenen Ostsee entfernt. Östlich des Sees verläuft die Käesla-Karala-Loona-Straße, die den Maksameri und andere Seen von der Ortschaft Lümanda-Kulli trennt. Der Name Maksameri bedeutet so viel wie Lebermeer.